# Ciarán Hinds
Ciarán Hinds (Belfast, 9 februari 1953) is een Noord-Iers acteur. Hij maakte in 1981 zijn debuut op het grote scherm als 'Lot' in het middeleeuwse Excalibur, waarmee regisseur John Boorman de prijs voor beste artistieke bijdrage won op het Filmfestival van Cannes. Hijzelf won de 'Irish Film and Television Awards' in 2004 (voor de televisie-boekverfilming The Mayor of Casterbridge) en 2007 (voor het spelen van Gaius Julius Caesar in de historische televisieserie Rome).
Hinds schreef sinds zijn debuut met name filmrollen bij op zijn cv. Hij is de zoon van een vader die werkte als arts en een moeder die aan amateurtoneel deed. Hoewel hij aan een rechtenstudie begon aan de universiteit van Belfast, stopte hij hiermee om over te stappen naar de Royal Academy of Dramatic Art.
Hinds woont in Parijs samen met zijn Vietnamees-Franse vriendin Hélène Patarot, met wie hij dochter Aoife kreeg. Zij houden hun privéleven voornamelijk voor zichzelf en laten zich buiten opnames zelden tot nooit voor de camera zien. Uitzondering was de begrafenis van Natasha Richardson, waarbij hij aanwezig was om zijn collega en vriend Liam Neeson te steunen met het verlies van zijn vrouw.

## Filmografie
*Exclusief televisiefilms
| - Small Things Like These (2024) - The Family Plan - In the Land of Saints and Sinners (2023) - Treason (2022) - The English (2022) - The Wonder (2022) - Belfast (2021) - Zack Snyder's Justice League (2021) - The Terror (2018) - First Man (2018) - Elizabeth Harvest (2018) - Red Sparrow (2018) - Justice League (2017) - Silence (2016) - Hitman: Agent 47 (2015) - The Disappearance of Eleanor Rigby: Them (2014) - Frozen (2013, stem) - McCanick (2013) - The Disappearance of Eleanor Rigby: Her (2013) - The Disappearance of Eleanor Rigby: Him (2013) - Closed Circuit (2013) - The Sea (2013) - John Carter (2012) - The Woman in Black (2012) - Ghost Rider: Spirit of Vengeance (2011) - Tinker, Tailor, Soldier, Spy (2011) - Harry Potter en de Relieken van de Dood (deel 2) (2011) - The Rite (2011) - Salvation Boulevard (2011) - The Debt (2010) - Life During Wartime (2009) - The Eclipse (2009) - Race to Witch Mountain (2009) - The Tale of Despereaux (2008, stem) | - Ca$h (2008) - Stop-Loss (2008) - Miss Pettigrew Lives for a Day (2008) - In Bruges (2008) - There Will Be Blood (2007) - Margot at the Wedding (2007) - Hallam Foe (2007) - The Nativity Story (2006) - The Tiger's Tail (2006) - Amazing Grace (2006) - Miami Vice (2006) - Munich (2005) - The Phantom of the Opera (2004) - Mickybo and Me (2004) - The Statement (2003) - Calendar Girls (2003) - Lara Croft Tomb Raider: The Cradle of Life (2003) - Veronica Guerin (2003) - Road to Perdition (2002) - The Sum of All Fears (2002) - The Weight of Water (2000) - L'amante perduto (1999, aka Lost Lover) - Il tempo dell'amore (1999, aka A Time to Love) - The Lost Son (1999) - Titanic Town (1998) - Oscar and Lucinda (1997) - The Life of Stuff (1997) - Some Mother's Son (1996) - Mary Reilly (1996) - Persuasion (1995) - Circle of Friends (1995) - Rules of Engagement (1995) - December Bride (1991) - The Cook the Thief His Wife & Her Lover (1989) - Excalibur (1981) |

## Televisieseries
*Exclusief eenmalige gastrollen
- Kin - Eamon Cunningham (maffiaserie 2021)
- Game of Thrones - Mance Rayder (2013-2015, vijf afleveringen)
- Political Animals - Bud Hammond (2012, zes afleveringen)
- Above Suspicion: Silent Scream - DCI Langton (2012, drie afleveringen)
- Above Suspicion: Deadly Intent - DCI Langton (2011, drie afleveringen)
- Above Suspicion 2: The Red Dahlia - DCI Langton (2010, drie afleveringen)
- Above Suspicion - DCI Langton (2009, twee afleveringen)
- Rome - Gaius Julius Caesar (2005-2007, dertien afleveringen)
- Cold Lazarus - Fyodor Glazunov (1996, vier afleveringen)
- The Mahabharata - Ashwattaman (1989, miniserie)